# Маркус Минх (фудбалер)
Маркус Минх (Нуслох 7. септембар 1972) је бивши професионални немачки фудбалер. Био је играч средине терена са улогом дефанзивца.

## Клупска каријера
Играчку каријеру је започео у ФК Зандхаузен, омладинском делу Бајерн Минхена, а 1990. заиграо је у првом тиму Бајерна. Пре него што је одиграо свој деби у Бундеслиги, дебитовао је на међународној сцени 20. марта 1991. у четвртфиналу Лиге шампиона 1990/91, у утакмици против Портоа у Портоу, коју је Бајерн победио са 2:0. У 83. минуту је ушао у игру уместо Кристијана Цигеа.
У својој првој сезони Бундеслиге играо је два пута, једном када је дебитовао 13. априла 1991. (25. коло) и други пут против Вердера из Бремена. После три сезоне и 36 утакмица у дресу Бајерна, Мунх 1994. прелази у Бајер Леверкузен, за који је играо две сезоне и у којем је постигао свој први гол (од укупно 12) у Бундеслиги у 16 колу на утакмици Бајер Леверкузен—Келн 3:1 (3. децембар 1994). У сезони 1996/97. поново је у Бајерну из Минхена, после кога одлази у Келн, а убрзо и у Ђенову. Пошто је Ђенова у тој сезони испала у другу лигу, Мунх је слободан. Тренер турског Бешикташа Ханс Петер Бригел га одводи тамо, где остаје две сезоне.
До краја каријере Мунх је одиграо још по две сезоне у Борусији у Менхенгладбаха и грчком Панатинаикосу из Атине, у којем је и завршио каријеру.

## Репрезентативна каријера
Маркус Мунцх дебитовао у репрезентацији У-20, 29. јануара 1991. против селекције Португалије (3:0). После три дана 1. фебруара одиграо је и последњу утакмицу у тој репрезентацији против Шпаније (1:2).
Дана 21. априла 1992. играо је за репрезентацију У-21 против Чешке. За ову репрезентацију је укупно одиграо 12 утакмица и постигао два гола: први против Албаније (4:1) 22. децембра 1992. у Билефелду, а други на последњој утакмици за ту селекцију 14. децембра 1993. против Шланије у Кордоби (1:3).
Иако је позиван 12 пута, никада није одиграо ниједну утакмицу за сениорску репрезентацију.

## Клупски успеси

### Бајерн
- Првенство Немачке (2) : 1993/94. и 1996/97.
- Првенство Немачке : другопласирани 1990/91, 1992/93. и 1997/98.
- Куп Немачке (1) : 1997/98.
- Лига куп Немачке (1) : 1997.

### Бешикташ
- Првенство Турске : другопласирани 1999/00.

### Панатинаикос
- Првенство Грчке (1) : 2003/04.
- Првенство Грчке : другопласирани 2004/05.
- Куп Грчке (1) : 2003/04.